# Karl-Johan Iraeus
Karl-Johan Iraeus, tidigare Nilsson, född 23 december 1982, är en svensk innebandyspelare, som har spelat för bland annat FC Helsingborg och JIK. Han spelar sedan säsongen 2008/09 för AIK, med vilken han 2014 skrev livstidskontrakt. Han har tidigare varit lagkapten i det svenska landslaget och har vunnit ett EC-Guld, ett SM-guld och VM-guld 2006 och 2012.
Iraeus var tidigare idrottslärare vid Solna Gymnasium. 

## Klubbtillhörigheter
- Österängs IBK, 1994/95
- Willands IBK 1996/97 – 2000/01
- Högaborg BK, 2000/01 – 2002/03
- FC Helsingborg 2002/03 – 2005/06
- Jönköpings IK, 2006/07 – 2007-08
- AIK IBF 2008/09 –